# Barråsa skola
Barråsa skola, finska Barråsan koulu, var en finländsk folkskola grundad år 1924. Skolan ligger nära Tupala-Nyby byn i Sjundeå i Nyland. Barråsa skola som även kallats Nyby skola ritades av byggmästaren August Haga år 1923. Den första läraren i skolan hette Ingeborg Engberg. Skolan var en av 14 folkskolor i Sjundeå.
Barråsa skola är uppförd i stock i två våningar. En altan byggdes senare.
Nuförtiden fungerar Barråsa skola som privatbostad och byggnaden är med i Västra Nylands kulturhistoriska inventering.